# Sanshan (socken i Kina)
Sanshan (kinesiska: 三山, 三山乡) är en socken i Kina. Den ligger i den autonoma regionen Inre Mongoliet, i den norra delen av landet, omkring 750 kilometer nordost om regionhuvudstaden Hohhot.
Genomsnittlig årsnederbörd är 537 millimeter. Den regnigaste månaden är juni, med i genomsnitt 152 mm nederbörd, och den torraste är januari, med 4 mm nederbörd.